# Pterygophorus
Pterygophorus – rodzaj błonkówek z rodziny Pergidae.

## Zasięg występowania
Przedstawiciele tego rodzaju występują w Australii oraz na Nowej Gwinei.

## Systematyka
Do  Pterygophorus zaliczanych jest 7 gatunków:
- Pterygophorus biroi
- Pterygophorus breviantennatus
- Pterygophorus cinctus
- Pterygophorus distinctus
- Pterygophorus facielongus
- Pterygophorus insignis
- Pterygophorus turneri